# Gerardus Buskens
Gerardus Buskens (Bergharen, 7 augustus 1853 – Nijmegen, 15 juli 1933 was een Nederlands bouwmeester en aannemer. 

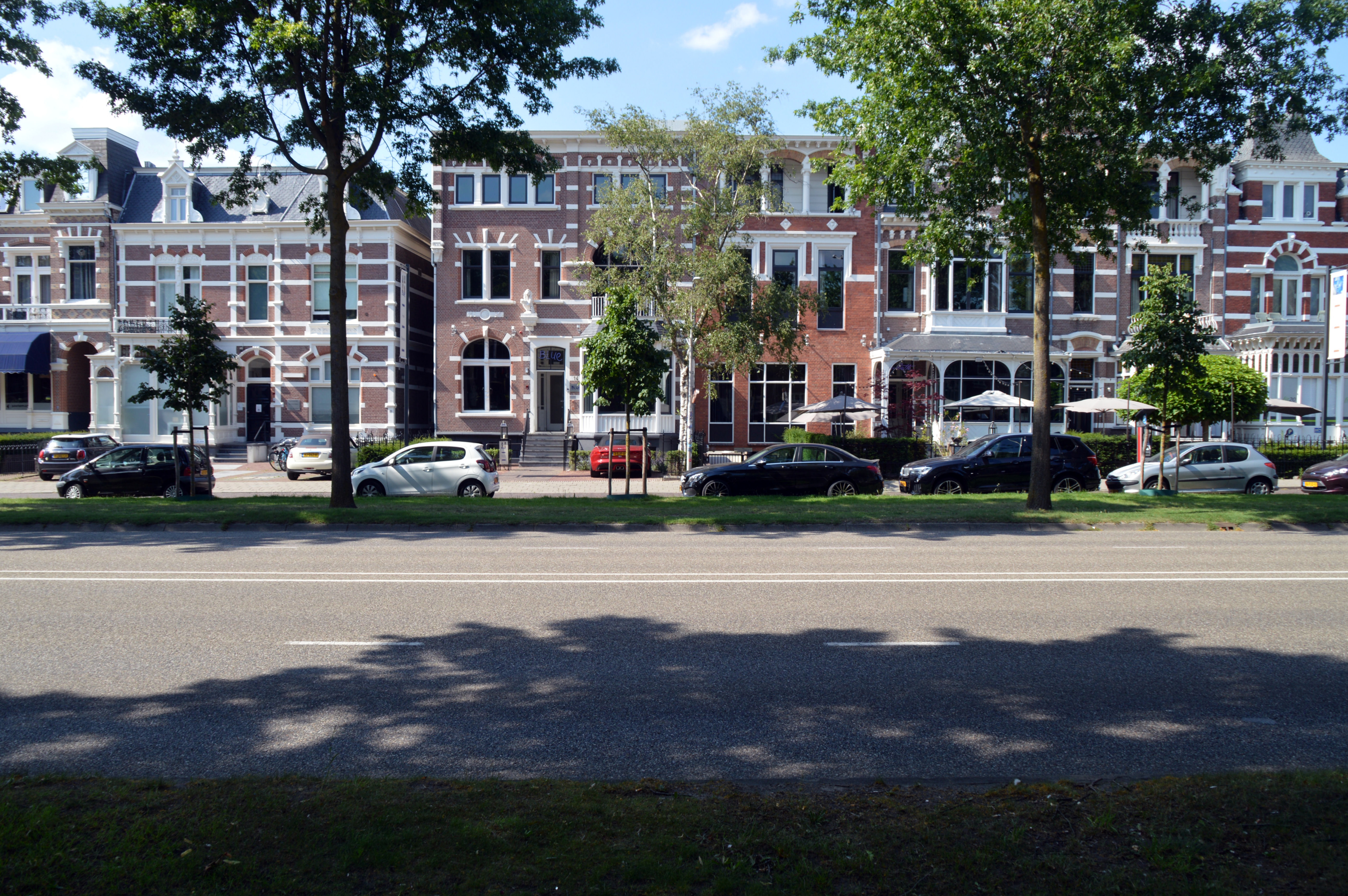
Oranjesingel 14-20

Zijn werken zijn vooral terug te vinden aan de pleinen en singels van de Nijmeegse stadsuitleg. Hij was een oom van de architect Piet Buskens. Gerardus Buskens ligt begraven in het familiegraf aan de hoofdlaan van de begraafplaats Daalseweg. In de Nijmeegse wijk Bottendaal was vroeger een straat naar hem vernoemd. Hij ontwierp de eerste huizen in deze straat.

## Enkele werken
- 1883-1883 Nijmegen: Van Welderenstraat 2-4, hoek Ziekerstraat 148-150
- 1892-1892 Nijmegen: Oranjesingel 8-10
- 1895-1896 Nijmegen: Oranjesingel 14-34
- 1900-1901 Nijmegen: Graafseweg 56-58